# Saurauia malayana
Saurauia malayana är en tvåhjärtbladig växtart som beskrevs av R.D. Hoogland. Saurauia malayana ingår i släktet Saurauia och familjen Actinidiaceae. Inga underarter finns listade i Catalogue of Life.